# Fraser MacMaster
Fraser MacMaster (* 14. November 1978 in Christchurch) ist ein ehemaliger neuseeländischer Radrennfahrer.

## Sportlicher Werdegang
Fraser MacMaster begann seine internationale Karriere 2002 bei dem österreichischen Radsportteam Volksbank-Ideal, für das er bis Ende der Saison 2006 fuhr. In seinem ersten Jahr gewann er die sechste Station der Poreč Trophy in Kroatien sowie eine Etappe und die Gesamtwertung der Griechenland-Rundfahrt. Ein Jahr später konnte er eine Etappe bei der Tour of Southland für sich entscheiden. Die UCI Oceania Tour 2005 beendete MacMaster auf dem siebten Rang.
Nach der Saison 2006 beendete MacMaster im Alter von 28 Jahren seine Karriere als Radrennfahrer.

## Erfolge
2002
- Gesamtwertung und eine Etappe Griechenland-Rundfahrt
- Poreč Trophy 6

2003
- eine Etappe Tour of Southland